# Білорусь на літніх Олімпійських іграх 2008
Білорусь на літніх Олімпійських іграх 2008 являв Національний олімпійський комітет Білорусі.
У грудні 2008 року через підвищений вміст тестостерону, за рішенням Міжнародного олімпійського комітету Вадим Дев'ятовський та Іван Тихон були позбавлені нагород  — відповідно срібною та бронзовою медалей  — та дискваліфіковані. Таким чином, у команди Білорусі після дискваліфікації спортсменів  — 17 олімпійських медалей: 4 золотих, 4 срібних і 9 бронзових. Але в червні 2010 року заходи були скасовані Спортивним арбітражним судом у зв'язку з порушеннями при допінг-контролі. 5 серпня 2010 року Івану Тихону та Вадиму Дев'ятовський урочисто були повернуті нагороди.

### Золото
| Золото |                                                                   |                                                    |
| #      | Спортсмен (-и)                                                    | Вид спорту (дисципліна)                            |
|        |                                                                   |                                                    |
| 1      | Андрій Арямнов                                                    | Важка атлетика, до 105 кг                          |
| 2      | Оксана Менькова                                                   | Метання молота                                     |
| 3      | Олександр Богданович, Андрій Богданович                           | Веслування на байдарках і каное, каное-двійка      |
| 4      | Роман Петрушенко, Олексій Абалмасов, Артур Литвинчук, Вадим Махно | Веслування на байдарках і каное, байдарка-четвірка |

### Срібло
| Срібло |                  |                          |
| #      | Спортсмен (-и)   | Вид спорту (дисципліна)  |
| 1      | Андрій Рибаков   | Важка атлетика, до 85 кг |
| 2      | Наталія Міхневич | Штовхання ядра           |
| 3      | Андрій Кравченко | Десятиборство            |
| 4      | Інна Жукова      | Художня гімнастика       |

### Бронза
| Бронза | |                                                         |
| #      | Спортсмен (-и)                                                                                            | Вид спорту (дисципліна)                                 |
| 1      | Анастасія Новікова                                                                                        | Важка атлетика, до 53 кг                                |
| 2      | Михайло Семенов                                                                                           | Греко-римська боротьба, до 66 кг                        |
| 3      | Андрій Міхневич                                                                                           | Штовхання ядра                                          |
| 4      | Катерина Карстен                                                                                          | Академічне веслування                                   |
| 5      | Наталія Гелах, Юлія Бічік                                                                                 | Академічне веслування                                   |
| 6      | Надія Остапчук                                                                                            | Штовхання ядра                                          |
| 7      | Мурад Гайдаров                                                                                            | Вільна боротьба, до 74 кг                               |
| 8      | Роман Петрушенко, Вадим Махно                                                                             | Веслування на байдарках і каное, байдарка-двійка, 500 м |
| 9      | Олеся Бабушкіна, Анастасія Іванкова, Зінаїда Луніна, Глафіра Мартинович, Ксенія Санкович, Аліна Тумилович | Художня гімнастика, групові вправи                      |

## Склад Білоруської олімпійської команди

### Академічне веслування
Спортсменів  — 13
Чоловіки
| Спортсмен (и)                                                    | Змагання          | Відбіркові гонки | Відбіркові гонки | Додаткова гонка | Додаткова гонка | Півфінали | Півфінали | Фінали  | Фінали      |
| Спортсмен (и)                                                    | Змагання          | Час              | Місце            | Час             | Місце           | Час       | Місце     | Час     | Місце       |
| ---------------------------------------------------------------- | ----------------- | ---------------- | ---------------- | --------------- | --------------- | --------- | --------- | ------- | ----------- |
| Станіслав Щербаченя Денис Мигаль                                 | Двійка парна      |                  |                  |                 |                 |           |           |         |             |
| Олександр Козубовський Андрій Дем'яненко Євген Носов Вадим Лялін | Четвірка розпашна |                  |                  |                 |                 |           |           |         |             |
| Валерій Родевіч Павло Шурма Кирило Лемешкевіч Олександр Новіков  | Четвірка парна    |                  |                  |                 |                 |           |           | 5:50.74 | 5 (Фінал B) |

Жінки
| Спортсмен (и)                                    | Змагання        | Відбіркові гонки | Відбіркові гонки | Додаткова гонка | Додаткова гонка | Півфінали | Півфінали | Фінали | Фінали |
| Спортсмен (и)                                    | Змагання        | Час              | Місце            | Час             | Місце           | Час       | Місце     | Час    | Місце  |
| ------------------------------------------------ | --------------- | ---------------- | ---------------- | --------------- | --------------- | --------- | --------- | ------ | ------ |
| Карстен Катерина Анатоліївна                     | Човен-одинак    |                  |                  |                 |                 |           |           |        |        |
| Бічик Юлія Валентинівна Гелах Наталія Миколаївна | Двійка розпашна |                  |                  |                 |                 |           |           |        |        |

Головний тренер  — Валерій Гайдук, тренери  — Норберт Ладерманн, Володимир Синельщиков, Юрій Золотарьов, Вільфрід Карстен. запасний атлет  — Денис Суровец.

### Бадмінтон
Спортсменів  — 1
Одиночна серед жінок
- Ольга Конон

### Баскетбол
Спортсменів  — 12
Жіноча команда
Головний тренер Анатолій Буяльський, старший тренер  — Григорій Каленто.

### Бокс
Спортсменів  — 4
- До 54 кг: Хаваж Хацігов
- До 69 кг: Магомед Нурудінов
- До 81 кг: Рамазан Магомедов
- До 91 кг: Віктор Зуєв

Головний тренер: Анатолій Колчин, тренер  — Гаджімурад Абдуллабеков

### Боротьба
Спортсменів  — 9

#### Греко-Римська боротьба
- 60 кг: Дубінін Юрій Володимирович
- 66 кг: Михайло Семенов
- 74 кг: Олег Міхаловіч
- 120 кг: Сергій Артюхін

#### Вільна боротьба серед чоловіків
- 55 кг: Різван Гаджієв
- 60 кг: Альберт Батиров
- 74 кг: Гайдаров Мурад Зайрудинович

#### Вільна боротьба серед жінок
- 55 кг: Олена Філіпова
- 63 кг: Ольга Хилько

головний тренер (вільна, чоловіки) — Сергій Гур'єв, головний тренер (вільна, жінки) — Анатолій Єрмак, головний тренер (греко-римська, чоловіки) — Геннадій Сапунов.

### Велоспорт

#### Шосейні гонки
Спортсменів  — 4
- Чоловіча групова гонка: Олександр Кучинський, Костянтин Сівця, Усов Олександр
- Чоловіча гонка на час з роздільним стартом: Кіриєнко Василь

#### Гонки на треку
Спортсменів  — 2
серед чоловіків
- Чоловіча гонка по очках: Кіриєнко Василь

серед жінок
- Жіночий спринт: Наталія Цилінська

Головний тренер  — Олег Іванов, тренер  — Станіслав Соловйов

### Важка атлетика
Спортсменів — 10
Чоловіки
| Категорія | Спортсмен         | Маса   | Ривок | Ривок | Ривок | Поштовх | Поштовх | Поштовх | Всього | Місце |
| Категорія | Спортсмен         | Маса   | 1     | 2     | 3     | 1       | 2       | 3       | Всього | Місце |
| --------- | ----------------- | ------ | ----- | ----- | ----- | ------- | ------- | ------- | ------ | ----- |
| 56 кг     | Віталій Дербеньов | 55,88  | 120   | 125   | 127   | 140     | 140     | 140     | —      | —     |
| 62 кг     | Геннадій Махвееня | 61,95  | 120   | 128   | 128   | 150     | 156     | 156     | 278    | 10    |
| 77 кг     | Сергій Лагун      | 76,56  | 153   | 157   | 157   | 187     | 192     | 196     | 349    | 10    |
| 85 кг     | Андрій Рибаков    | 84,69  | 180   | 185   | 185   | 200     | 204     | 209     | 394    |       |
| 85 кг     | Вадим Стрільців   | 84,37  | 170   | —     | —     | —       | —       | —       | —      | —     |
| 105 кг    | Андрій Арямнов    | 104,76 | 193   | 197   | 200   | 225     | 230     | 236     | 436    |       |

Жінки
| Категорія | Спортсмен          | Маса  | Ривок | Ривок | Ривок | Поштовх | Поштовх | Поштовх | Всього | Місце |
| Категорія | Спортсмен          | Маса  | 1     | 2     | 3     | 1       | 2       | 3       | Всього | Місце |
| --------- | ------------------ | ----- | ----- | ----- | ----- | ------- | ------- | ------- | ------ | ----- |
| 53 кг     | Анастасія Новікова | 52,87 | 92    | 95    | 97    | 120     | 126     | 130     | 221    |       |
| 69 кг     | Ганна Батюшко      | 68,65 | 105   | 110   | 110   | 120     | 126     | 126     | 225    | 7     |
| 75 кг     | Ірина Кулеша       | 74,78 | 112   | 116   | 118   | 128     | 133     | 137     | 255    | 4     |
| 75 кг     | Юлія Новакович     | 74,19 | 105   | 110   | 110   | 115     | 122     | 127     | 237    | 10    |